# Asia Rugby Championship Division 2 2017
El Asia Rugby Championship Division 2 de 2017, fue el torneo de la tercera división que organiza la federación asiática (AR).
El campeonato se organizó con régimen de eliminatoria entre 4 equipos y se celebró en el Estadio Municipal de Taipéi en Taiwán. El campeón fue Singapur que le ganó a Tailandia por 38 - 13, mientras que la selección local se quedó con el 3º. puesto ganándole a la selección india.

## Equipos participantes
- Selección de rugby de China Taipéi
- Selección de rugby de India
- Selección de rugby de Singapur
- Selección de rugby de Tailandia

## Play off
|  | Semifinales  | Semifinales |           |          | Final        | Final        |  |
|  | 5 de julio   | 5 de julio  |           |          | 8 de julio   | 8 de julio   |  |
|  |              |             |           |          |              |              |  |
|  |              |             |           |          |              |              |  |
|  | Singapur     | 49          |           |          |              |              |  |
|  | Singapur     | 49          |           |          |              |              |  |
|  | India        | 0           |           |          |              |              |  |
|  | India        | 0           |           | Singapur | 38           |              |  |
|  |              |             |           | Singapur | 38           |              |  |
|  |              |             | Tailandia | 13       |              |              |  |
|  | Tailandia    | 27          | Tailandia | 13       |              |              |  |
|  | Tailandia    | 27          |           |          |              |              |  |
|  | China Taipéi | 21          |           |          | Tercer lugar | Tercer lugar |  |
|  | China Taipéi | 21          |           |          | Tercer lugar | Tercer lugar |  |
|  |              |             |           |          |              |              |  |
|  |              |             |           |          | India        | 19           |  |
|  |              |             |           |          | India        | 19           |  |
|  |              |             |           |          | China Taipéi | 37           |  |
|  |              |             |           |          | China Taipéi | 37           |  |
|  |              |             |           |          |              |              |  |

## Semifinales[3]
| 15 de noviembre | Singapur | 49 - 0  | India |  |  |
|                 |          | Reporte |       |  |  |

| 15 de noviembre | Tailandia | 27 - 21 | China Taipéi |  |  |
|                 |           | Reporte |              |  |  |

## Tercer puesto
| 18 de noviembre | India | 19 - 37 | China Taipéi |  |  |
|                 |       | Reporte |              |  |  |

## Final
| 18 de noviembre | Singapur | 38 - 13 | Tailandia |  |  |
|                 |          | Reporte |           |  |  |

| Bandera de Singapur               |
| Campeón de la División 2 Singapur |
| Segundo título                    |